# 横嶋かおる
横嶋 かおる（よこしま かおる、1985年12月11日 - ）は、富山県富山市出身のハンドボール選手。
実妹は同じくハンドボール選手の横嶋彩、横嶋遥。
2004年から北國銀行でプレーし、2015-16年シーズンにはリーグ歴代最高のシュート率を記録するも同シーズンで現役引退を発表。2017年にプレステージ・インターナショナル アランマーレで現役復帰を果たしたが、同シーズンで退団。

## 経歴
2004年に日本ハンドボールリーグの北國銀行へ加入。同年は第8回アジア女子ジュニア選手権の日本代表U-20に選出。
2005年は第15回世界女子ジュニア選手権の日本代表U-20に選出された。
2007-08年シーズンはリーグトップのシュート率（.727）を記録し、初のベストセブンに選出された。
2008-09年シーズンもリーグトップのシュート率（.807）を記録。2年連続でベストセブンに選ばれた。
2009年5月の日韓定期戦で日本代表に初選出された。
2009-10年シーズンはリーグ5位となる86得点を記録。シュート率はリーグ2位の.782だった。このシーズンも3年連続となるベストセブンを受賞。シーズン途中の12月には第19回女子世界選手権の日本代表に選ばれている。
2010-11年シーズンはリーグ6位の69得点、シュート率はリーグ3位（.657）を記録。
2012-13年シーズンは4年ぶりにリーグトップのシュート率（.847）を記録した。
2013年7月に行われた第3回全日本社会人ハンドボール選手権大会ではベストセブンに選出された。
2013-14年シーズンは71得点（リーグ11位）を挙げ、2年連続でリーグトップのシュート率（.816）を記録。シーズン途中の12月には第20回女子世界選手権の日本代表に選出された。
2014年7月の第4回全日本社会人選手権では2年連続でベストセブンに選ばれた。
2014-15年シーズンは52得点にとどまったものの、シュート率は.776を記録した。
2015年5月に行われた第5回全日本社会人選手権で3年連続となるベストセブンに選出。
2015-16年シーズンはリーグ歴代最高のシュート率（.906）を記録し、自身初の最優秀選手賞を受賞したが、このシーズン限りで現役を引退した。シーズン途中の2015年12月には第22回女子世界選手権の日本代表に選出。シーズン終盤の2016年3月にはリオデジャネイロオリンピック世界最終予選の日本代表に選出され、3試合で2得点を記録した。
2017年4月11日、プレステージ・インターナショナル アランマーレへ加入したことが発表された。アランマーレに所属する妹・横嶋遥のオファーによって入団に至ったという。
2018年1月10日にアランマーレを退団したことが発表された。

## 詳細情報

### 年度別成績
| 年      | チーム       | 試合 | フィールド 得点 | 率   | 7m  | 合計   | 警告 | 退場 | 失格 |
| ------- | ------------ | ---- | --------------- | ---- | --- | ------ | ---- | ---- | ---- |
| 2007-08 | 北國銀行     | 15   | 72/99           | .727 | 0/0 | 72/99  | 9    | 5    | 0    |
| 2008-09 | 北國銀行     | 15   | 71/88           | .807 | 0/0 | 71/88  | 6    | 3    | 0    |
| 2009-10 | 北國銀行     | 15   | 86/110          | .782 | 0/0 | 86/110 | 7    | 3    | 0    |
| 2010-11 | 北國銀行     | 15   | 69/105          | .657 | 0/0 | 69/105 | 6    | 5    | 0    |
| 2011-12 | 北國銀行     | 12   | 15/21           | .714 | 0/0 | 15/21  | 4    | 1    | 0    |
| 2012-13 | 北國銀行     | 15   | 61/72           | .847 | 0/0 | 61/72  | 5    | 3    | 0    |
| 2013-14 | 北國銀行     | 18   | 71/87           | .816 | 0/0 | 71/87  | 4    | 4    | 0    |
| 2014-15 | 北國銀行     | 18   | 52/67           | .776 | 0/0 | 52/67  | 2    | 3    | 0    |
| 2015-16 | 北國銀行     | 11   | 48/53           | .906 | 0/0 | 48/53  | 2    | 1    | 0    |
| 2017-18 | アランマーレ | 13   | 38/55           | .691 | 0/0 | 38/55  | 1    | 0    | 0    |

- 各年度の太字はリーグ最高、赤太字はJHLにおける歴代最高
- 2006-07年シーズン以前の成績はランニングスコアが公開されていないため省略

### 通算成績
| JHL：13年 | フィールド 得点 | 率   | 7m  | 合計    |
| --------- | --------------- | ---- | --- | ------- |
| JHL：13年 | 594/770         | .771 | 0/0 | 594/770 |

- 2017-18年シーズン終了時点

### タイトル・表彰

#### 日本ハンドボールリーグ
- 最優秀選手賞：1回 (2015年)
- ベストセブン賞：4回 (2007年・2008年・2009年・2015年)
- シュート率賞：5回 (2007年・2008年・2012年・2013年・2015年)

#### 日本選手権
- 最優秀選手賞：1回 (2015年)

#### 社会人選手権
- ベストセブン：2回 (2013年・2014年)

### 記録
- 通算200得点：2009年11月1日、対三重バイオレットアイリス戦（小松総合体育館）[24]
- 50試合連続得点：2010年9月19日、対オムロン戦（京都府立体育館）[25]
- 通算300得点：2011年2月19日、対ソニーセミコンダクタ九州戦（ソニーセミコンダクタ九州株式会社体育館）[25]
- 通算400得点：2013年9月22日、対ソニーセミコンダクタ戦（小松総合体育館）[26]
- 通算500得点：2015年2月14日、対ソニーセミコンダクタ戦（金沢市総合体育館）[27]

### 背番号
- 19 (2017年 - 2018年)

## 代表歴

### 日本代表
- オリンピック予選 (リオ五輪アジア予選/世界最終予選)
- 世界選手権 (2009年・2013年・2015年)
- アジア選手権 (2010年・2012年・2015年)
- アジア競技大会 (2010年・2014年)
- ヒロシマ国際ハンドボール大会 (2009年・2010年・2013年・2014年・2015年)
- 日韓定期戦 (2009年・2013年)

#### 大会別成績
| 年     | 大会                  | 対戦国                       | フィールド 得点 | 率    | 7m  | 合計 | 警告 | 退場 | 失格 |
| ------ | --------------------- | ---------------------------- | --------------- | ----- | --- | ---- | ---- | ---- | ---- |
| 2009年 | 世界選手権            | ノルウェー戦 (予選)          | 0/1             | .000  | 0/0 | 0/1  | 0    | 0    | 0    |
| 2009年 | 世界選手権            | ルーマニア戦 (予選)          | -               | -     | -   | -    | -    | -    | -    |
| 2009年 | 世界選手権            | チュニジア戦 (予選)          | 0/0             | -     | 0/0 | 0/0  | 0    | 0    | 0    |
| 2009年 | 世界選手権            | チリ戦 (予選)                | -               | -     | -   | -    | -    | -    | -    |
| 2009年 | 世界選手権            | ハンガリー戦 (予選)          | -               | -     | -   | -    | -    | -    | -    |
| 2009年 | 世界選手権            | カザフスタン戦 (順位決定戦)  | -               | -     | -   | -    | -    | -    | -    |
| 2009年 | 世界選手権            | アルゼンチン戦 (順位決定戦)  | 0/1             | .000  | 0/0 | 0/0  | 1    | 1    | 0    |
| 2009年 | 世界選手権            | ブラジル戦 (15-16位戦)       | -               | -     | -   | -    | -    | -    | -    |
| 2013年 | 世界選手権            | セルビア戦 (予選)            | 6/7             | .857  | 0/0 | 6/7  | 0    | 2    | 0    |
| 2013年 | 世界選手権            | デンマーク戦 (予選)          | 5/5             | 1.000 | 0/0 | 5/5  | 0    | 0    | 0    |
| 2013年 | 世界選手権            | 中華人民共和国戦 (予選)      | 2/3             | .667  | 0/0 | 2/3  | 0    | 0    | 0    |
| 2013年 | 世界選手権            | ブラジル戦 (予選)            | 2/2             | 1.000 | 0/0 | 2/2  | 0    | 1    | 0    |
| 2013年 | 世界選手権            | アルジェリア戦 (予選)        | 3/3             | 1.000 | 0/0 | 3/3  | 0    | 0    | 0    |
| 2013年 | 世界選手権            | フランス戦 (決勝T1回戦)      | 0/0             | -     | 0/0 | 0/0  | 1    | 0    | 0    |
| 2015年 | リオ五輪 アジア予選   | ウズベキスタン戦             | 2/4             | .500  | 0/0 | 2/4  | 1    | 0    | 0    |
| 2015年 | リオ五輪 アジア予選   | 中華人民共和国戦             | 5/6             | .833  | 0/0 | 5/6  | 0    | 0    | 0    |
| 2015年 | リオ五輪 アジア予選   | カザフスタン戦               | 5/8             | .625  | 0/0 | 5/8  | 0    | 0    | 0    |
| 2015年 | リオ五輪 アジア予選   | 韓国戦                       | 3/4             | .750  | 0/0 | 3/4  | 1    | 0    | 0    |
| 2015年 | 世界選手権            | デンマーク戦 (予選)          | 3/5             | .600  | 0/0 | 3/5  | 0    | 0    | 0    |
| 2015年 | 世界選手権            | モンテネグロ戦 (予選)        | 0/1             | .000  | 0/0 | 0/1  | 0    | 0    | 0    |
| 2015年 | 世界選手権            | チュニジア戦 (予選)          | 3/3             | 1.000 | 0/0 | 3/3  | 0    | 0    | 0    |
| 2015年 | 世界選手権            | セルビア戦 (予選)            | 3/3             | 1.000 | 0/0 | 3/3  | 0    | 0    | 0    |
| 2015年 | 世界選手権            | ハンガリー戦 (予選)          | 4/5             | .800  | 0/0 | 4/5  | 0    | 0    | 0    |
| 2015年 | 世界選手権            | 中華人民共和国戦 (17-20位戦) | 0/0             | -     | 0/0 | 0/0  | 1    | 0    | 0    |
| 2015年 | 世界選手権            | プエルトリコ戦 (19-20位戦)   | 3/5             | .600  | 0/0 | 3/5  | 1    | 2    | 0    |
| 2016年 | リオ五輪 世界最終予選 | チュニジア戦                 | 1/1             | 1.000 | 0/0 | 1/1  | 0    | 1    | 0    |
| 2016年 | リオ五輪 世界最終予選 | オランダ戦                   | 1/1             | 1.000 | 0/0 | 1/1  | 1    | 0    | 0    |
| 2016年 | リオ五輪 世界最終予選 | フランス戦                   | 0/0             | .000  | 0/0 | 0/0  | 1    | 0    | 0    |